# Hermanos Lebrón
Los hermanos Lebrón es una familia musical originaria de Puerto Rico y que crecieron en Brooklyn, Nueva York.
Los hermanos son José, Ángel, Carlos, Frankie y Pablo (medio hermano). Hacen las voces y los ritmos de la banda. Los miembros de la banda original fueron Gabe Gil (saxofón alto); Tito Ocasio (timbales); Héctor Lebrón (congas); Eddie DeCupe (trompeta); Elliot Rivera (voz); Félix Rivera (trompeta). Frankie Lebrón reemplazó a Frankie Rodríguez  quién, a su vez, reemplazó a su primo Héctor Lebrón en las congas.

## Biografía
Los hermanos nacieron en Aguadilla, Puerto Rico. Sus padres fueron Francisco Lebrón Feliciano (Lares, Puerto Rico) y Julia Rosa Sosa (Aguada, Puerto Rico). 
Los hermanos crecieron en Brooklyn, Nueva York, en un entorno musical. El mayor, Pablo, era parte de un trío que pasó de largo bajo el nombre de "Las Tres Monedas." Su hermana, María, cantó en espectáculos radiofónicos en Puerto Rico antes de que la familia se reubicara en Estados Unidos. Los hermanos más jóvenes crearon su propia banda de rhythm and blues en aquellos años. Actuaron en espectáculos de búsqueda de talentos en Brooklyn. En 1966, oyeron algo en la radio que les apasionó: "Boogaloo". El boogaloo era una mezcla de ritmos latinos con letras en inglés. Reciben influencias de Joe Cuba Sextet. Una canción en particular, To Be With You, les fascinó. José dejó de tocar la guitarra y empezó con el piano. Ángel pasó del bajo al contrabajo. Carlos cambió la guitarra por los bongos y la campana.
A inicios de 1967, José llamó a Discos Cotique pidiendo una audición con George Goldner. La audición se programó para la semana siguiente. Goldner quedó impresionado con la audición, pero había un problema: no tenían canciones originales. George Goldner les dijo que volvieran en una semana con canciones originales. Los hermanos se reunieron para ver cómo lo organizaban. José fue el designado para escribir una canción, aunque nunca había escrito una antes. En aquella semana, escribieron ocho canciones. Le pidieron a Pablo que cantara con ellos y dejara su banda, La Sonora Arecibena; de esta forma se podría unir a sus hermanos. Grabaron una semana más tarde. El primer álbum de Los Hermanos Lebrón, Psychedelic Goes Latin (La Psicodelia se hace Latina), fue un éxito enorme, y la banda acabaría grabando 16 álbumes con la disquera Cotique.
Los hermanos Lebrón crearon su propio estilo dentro del género latino, uno que mezclaba los ritmos latinos con el alma de los sonidos de Motown. Sus coros se parecían a los del soul de otras bandas afroamericanas.
En 1970, José Lebrón compuso "Salsa y Control", canción a la que se le atribuye el nombre de música 'salsa' a esta amplia gama de sonidos latinos. Hasta entonces el mambo, el son montuno, la guaracha, el guaguancó y el cha cha cha, etc. no eran considerados como géneros. "Salsa y Control" ayudó a etiquetar este tipo de música, nombre con el que se la reconoce actualmente por todo el mundo. Sin embargo, este nombre ya había sido utilizado por Cheo Marquetti y Los Salseros, un grupo cubano de finales de los años cincuenta. Pero el término se adoptó para representar una nueva combinación de sonidos e instrumentos de finales de los años sesenta, principalmente en conexión con el sello Fania y por la necesidad de un término con el que se pudieran comercializar estos nuevos sonidos.
Los Hermanos Lebrón le rindieron un homenaje en vida a Pablo (el Mayor) en la Cali-Colombia, el 28 de diciembre de 2006 en el teatro Jorge Isaacs. De allí se produjo el DVD, ¨Asunto de Familia 4+1+1¨. En el 2013 el sello discográfico Codiscos, que realiza la distribución del CD Qué Haces Aquí.
En 1982, Pablo López padeció un derrame cerebral que lo dejó en silla de ruedas. Murió el 13 de julio de 2010.
El 9 de septiembre de 2020, el menor de los hermanos Lebrón, Frankie, fallece por una falla renal asociada a diabetes. Tenía 64 años.
Los Hermanos Lebrón siguen activos. Han realizado giras mundiales y grabado éxitos. 
Los Hermanos Lebrón ganaron el premio a La Mejor Banda Internacional de Salsa en Cali, Colombia en 2012.

## Discografía
Las últimas producciones de la orquesta han sido sencillos lanzados desde la ciudad de Cali, Colombia, en este orden: Si Me Permite (2007); Verdadero Guaguancó (2008); Complicados - Culebra (2009); No Me Celes (2010); Que Haces Aquí (2012).
| Psychedelic Goes Latin (La Psicodelia se hace Latina) | 1967 | Cotique                 |
| The Brooklyn Bums                                     | 1968 | Fania/Cotique           |
| I Believe (Creo)                                      | 1969 | Fania/Cotique           |
| Brothers (Hermanos)                                   | 1970 | Fania/Cotique           |
| Salsa y Control                                       | 1970 | Fania/Cotique           |
| Llegamos (We're Here)                                 | 1970 | Fania/Cotique           |
| Pablo                                                 | 1971 | Fania/Cotique           |
| Picadillo a la Criolla                                | 1971 | Fania/Cotique           |
| En la Unión Esta la Fuerza                            | 1972 | Fania/Cotique           |
| Asunto de Familia                                     | 1973 | Fania/Cotique           |
| Lebron 4 + 1                                          | 1974 | Fania/Cotique           |
| Distinto y Diferente                                  | 1976 | Fania/Cotique           |
| 10.º Aniversario                                      | 1977 | Fania/Cotique           |
| The New Horizon (El Nuevo Horizonte)                  | 1978 | Fania/Cotique           |
| La Ley                                                | 1980 | Fania/Cotique           |
| Hot Stuff                                             | 1980 | Fania/Cotique           |
| Criollo                                               | 1981 | Fania/Cotique           |
| Salsa Lebron                                          | 1986 | Caiman Records          |
| El Boso                                               | 1988 | El Abuelo Records       |
| Loco Por Ti                                           | 1988 | Yengo/Exclusivo Records |
| Salsa en El Paraíso con los Lebrón                    | 1990 | Astro Son Records       |
| Lo Mejor                                              | 1992 | Fania/Cotique           |
| Ahora Te Toca a Ti                                    | 1995 | FM                      |
| Lo Mistico                                            | 1996 | Fania/Cotique           |
| 35.º Aniversario                                      | 2002 | Exclusivo Records       |
| Made In Colombia                                      | 2004 | Exclusivo Records       |
| 40.º Aniversario vol.1                                | 2006 | Exclusivo Records       |
| 40.º Aniversario vol.2                                | 2007 | Exclusivo Records       |

## Miembros
- José Lebrón (1948) - Piano, voz, composición, arreglos y coros
- Ángel Lebrón (1949) - Bajo, voz, composición, arreglos
- Carlos Lebrón (1953) - Bongo, percusión, campana, voz, composición
- Frank Lebrón (1956) - Conga, percusión
- Pablo López (1936)- Voz